# Mindy Kaling
Vera Mindy Chokalingam (24 de juny de 1979), coneguda professionalment com a Mindy Kaling, és una comediant, actriu, i guionista californiana. De 2005 a 2012, va fer de Kelly Kapoor a la sitcom de la NBC The Office. A més d'actuar en ella, va ser guionista, productora executiva i directora de la sèrie.

## Filmografia

### Cinema
| Any  | Títol                                          | Paper                  | Director                   | Notes                       |
| ---- | ---------------------------------------------- | ---------------------- | -------------------------- | --------------------------- |
| 2005 | The 40-Year-Old Virgin                         | Amy                    | Judd Apatow                | Debut                       |
| 2006 | Unaccompanied Minors                           | Hostessa de Restaurant | Paul Feig                  |                             |
| 2007 | License to Wed                                 | Shelly                 | Ken Kwapis                 |                             |
| 2009 | Night at the Museum: Battle of the Smithsonian | Docent                 | Shawn Levy                 |                             |
| 2010 | Despicable Me                                  | Mare turista           | Pierre Coffin Chris Renaud | Veu, Cameo                  |
| 2011 | No Strings Attached                            | Shira                  | Ivan Reitman               |                             |
| 2012 | The Five-Year Engagement                       | Vaneetha               | Nicholas Stoller           |                             |
| 2012 | Wreck-It Ralph                                 | Taffyta Muttonfudge    | Rich Moore                 | Veu                         |
| 2013 | This Is the End                                | Ella mateixa           | Seth Rogen Evan Goldberg   |                             |
| 2015 | Inside Out                                     | Disgust                | Pete Docter                | Veu                         |
| 2015 | Riley's First Date?                            | Disgust                | Josh Cooley                | Veu; curtmetratge           |
| 2015 | The Night Before                               | Sarah                  | Jonathan Levine            |                             |
| 2018 | A Wrinkle in Time                              | Mrs. Who               | Ava DuVernay               |                             |
| 2018 | Ocean's 8                                      | Amita                  | Gary Ross                  |                             |
| 2019 | Late Night                                     | Molly Patel            | Nisha Ganatra              | També guionista i productor |